# Jérôme Jouvray
Jérôme Jouvray est un auteur de bande dessinée français né le 30 avril 1973 à Oyonnax dans l'Ain.

## Biographie
Né à Oyonnax, Jérôme Jouvray y grandit jusqu'au collège. À 16 ans, il intègre le  lycée d'arts appliqués de Lyon ; une fois son baccalauréat obtenu, il étudie deux ans pour devenir professeur de dessin mais la filière ne lui plaît pas. Il intègre l'atelier d'illustration de Claude Lapointe à l'École supérieure des arts décoratifs de Strasbourg, dont il sort diplômé en 1996[réf. souhaitée]. Il y rencontre aussi sa future épouse. Il se déclare influencé par Spirou et Gotlib.
Il commence dans l'animation en travaillant sur des génériques et des bandes-annonces pour Arte et il devient intermittent du spectacle. En 1998 Delcourt publie son premier album de bande dessinée, Toile cirée, sur un scénario de Denis Roland. En 1999, il s'installe à Lyon et y crée un atelier avec son frère Olivier Jouvray, graphiste sur internet.
Toujours sur un scénario de Denis Roland, il sort en 2001 La Région aux éditions Paquet, suivi de deux autres volumes.
Avec son épouse Anne-Claire Jouvray aux couleurs et son frère Olivier Jouvray au scénario, il dessine la série Lincoln publiée aux éditions Paquet à partir de 2002. En 2016, la série représente huit volumes et 200000 ventes.
En 2006, il commence à publier, avec Stéphane Presle, L'Idole dans la bombe (Futuropolis).
En 2011, il participe au record collectif de la plus grande BD du monde en réalisant une BD d'un kilomètre, record qui est battu en 2016.
En 2012 il dessine Johnny Jungle, écrit par Jean-Christophe Deveney, pour lequel il reçoit le Prix spécial du jury du Lyon BD Festival en juin 2013.
Il participe à des albums collectifs comme Paroles sans papiers (2007), Coluche aux éditions Soleil, Jean-Jacques Goldman - Chansons pour les yeux (éditions Delcourt), Mon chat à moi (éditions Delcourt), Projet Bermuda (édité par la librairie Expérience à Lyon).

### Enseignement
De 2001 à 2009, il est intervenant en animation à l'école de La Poudrière à Valence. Depuis 2005, il est professeur d'animation à Bellecour École. En 2006, il devient professeur de bande dessinée à l'École Émile-Cohl en binôme avec son frère. En 2013, il réalise des stages de bande dessinée à l'École Émile-Cohl.

## Œuvres
- Toile Cirée, Delcourt 1998
- La Région, Paquet

1. L'Héritage des trente velus - 2001[5], proposé pour le prix du premier album au festival d'Angoulême 2002
2. Le jour de la Saint Braconne - 2001
3. La guerre du grand mont - 2005

- Lincoln, Paquet

1. Crâne de bois - 2002, nommé au festival d'Angoulême, prix du meilleur dialogue.
2. Indian tonic - 2003
3. Playground - 2004
4. Châtiment corporel - 2006
5. Cul nu dans la plaine - 2007
6. French Lover - 2009, nommé au festival d'Angoulême
7. Le fou sur la montagne - 2012
8. Le démon des tranchés - 2013
9. Ni Dieu Ni Maître - 2017

- La Pès Rekin, Futuropolis

1. Tome 1 - 2010
2. Tome 2 - 2011

- Johnny Jungle, Glénat

1. Première partie - 2012
2. Deuxième partie - 2013

- L'Atelier Mastodonte, tome 3
- Six Coups, Dupuis
  1. Le Crash de Mr Crunch, 2019
  2. Les Marchands de Plombs, 2020

## Jeux
- Lincoln se met au vert, Jeux Opla, 2014, créé par Florent Toscano, illustré par Jérôme Jouvray et Anne-claire Jouvray